# 신승용
신승용(1971년 11월 6일 ~ )은 대한민국의 배우이다. , 대한민국의 보이그룹 더윈드 前 멤버 가수 신재원의 아버지이다

## 학력
- 단국대학교 연극영화학과 학사

## 출연작

### 영화
- 《비상선언》 (2022년) - 해외 출장 변호사 역
- 《찌라시: 위험한 소문》 (2014년) - 고급선수 2 역
- 《변호인》 (2013년) - 사법서사 2 역
- 《관상》 (2013년) - 사헌부군관 역
- 《굿바이 보이》 (2011년) - 국민대 수신호 경찰 역
- 《조선명탐정: 각시투구꽃의 비밀》 (2010년) - 노비 10 역
- 《의형제》 (2010년) - 아파트단지 총격요원 1 역
- 《양아치어조》 (2006년) - 룸싸롱 손님 3  역
- 《조폭 마누라 2 - 돌아온 전설》 (2003년) - 자전거 배달 청년 역

### 드라마
- 《일타 스캔들》 (2023년, tvN)
- 《환혼》 (2022년, tvN)
- 《오늘의 웹툰》 (2022년, SBS)
- 《너와 나의 경찰 수업》 (2022년, Disney +)
- 《청춘기록》 (2020년, tvN)
- 《사랑의 불시착》 (2019년, tvN)
- 《동백꽃 필 무렵》 (2019년, KBS2)
- 《검색어를 입력하세요 WWW》 (2019년, tvN)
- 《해치》 (2019년, SBS)
- 《러블리 호러블리》 (2018년, KBS2)
- 《식샤를 합시다 3》 (2018년, tvN)
- 《라이프 온 마스》 (2018년, OCN)
- 《추리의 여왕 2》 (2018년, KBS2)
- 《마더》 (2018년, tvN)
- 《그냥 사랑하는 사이》 (2017년, JTBC)

### 뮤지컬
- 《디키와 캉캉박사의 과학수사대》

### 연극
- 《결혼전야》 - 최형준 역
- 《술래잡기》 - 강대수 역
- 《불 좀 꺼주세요》 - 남자다 역

## 가족 관계
아들 : 신재원(2004년)생